# Bătălia de la Mariupol (1919)
Bătălia de la Mariupol s-a dat între Divizia 1 sovietică ucraineană Zadneprovsk⁠(d) și Armata Voluntarilor, în martie 1919.